# Palazzo Comunale (Foligno)
Il Palazzo Comunale di Foligno si trova in piazza della Repubblica, opposto al Duomo e al palazzo delle Canoniche.

## Storia
Il nucleo originale del palazzo è duecentesco, ma venne completamente ricostruito tra il 1546 e il 1642, quando vennero fusi i palazzi dei Priori e del Capitano. Già danneggiato dal terremoto del 1832, nei lavori di restauro che ne seguirono si approfittò per completare l'edificio con l'aggiunta della facciata. Venne realizzata in stile neoclassico su progetto di Antonio Mollari tra il 1835 e il 1838. Col terremoto del 1997 il coronamento cinquecentesco dell'antica torre medievale, chiamata anche "torrino" rovinò in diretta televisiva, durante un sopralluogo dei vigili del fuoco che cercavano di metterla in sicurezza. Il 14 ottobre 2007, una cerimonia pubblica ne ha siglato il completamento del restauro a cura dell'ing. Andrea Giannantoni. La torre misura 52 metri d'altezza

## Descrizione
L'esterno è caratterizzato dal solenne colonnato neoclassico.
L'interno mostra le stratificazione succedutesi nella lunga vicenda costruttiva del palazzo, come illustrano anche alcuni pannelli informativi in loco.
La sala del Consiglio presenta un camino in pietra del 1547 e una decorazione pittorica di soggetto storico opera di Mariano Piervittori (1883-1887). Come gli altri edifici di piazza della Repubblica, è collegato da cavalcavia ai fabbricati circostanti, in questo caso al palazzo del Podestà.
Nel palazzo Comunale si trova anche il Museo dell'Istituzione comunale, dedicato alla storia del Comune con documenti, costumi delle antiche magistrature, emblemi, oggetti e arredi liturgici e civili antichi, databili dal XV al XIX secolo.
Dal palazzo si accede alla "Loggia dipinta" fatta edificare dai Trinci all'inizio del Quattrocento; nel 1424-1428 venne decorata con affreschi a monocromo delle Virtù teologali e, all'esterno, con sette teste di età romana (oggi a palazzo Trinci) che simboleggiavano le sette età dell'uomo. Da qui proviene anche il bassorilievo con la Corsa delle quadrighe nel Circo Massimo del III secolo d.C., pure a palazzo Trinci. La statua lignea policromata del simulacro della Quintana risale al Cinque-Seicento.